# Seven & I Holdings
K.K. Seven & I Holdings (japanisch 株式会社セブン&アイ・ホールディングス Kabushiki kaisha Sebun & Ai Hōrudingusu) ist ein japanisches Unternehmen mit Firmensitz in Chiyoda, Tokio. Das Unternehmen ist im japanischen Aktienindex Nikkei 225 gelistet.
Am 1. September 2005 wurde Seven & I Holdings durch die Integration von drei Unternehmen gegründet: Ito-Yokado, 7-Eleven Japan und Denny’s Japan. Hintergrund dieser Entscheidung war die Tatsache, dass die Muttergesellschaft Ito-Yokado mit einer Verschlechterung ihrer Leistung konfrontiert war, während ihre Tochtergesellschaft Seven-Eleven Japan sowohl bei den Umsätzen als auch bei den Gewinnen Zuwächse verzeichnete und gute Ergebnisse erzielte. Stand 2022 ist 7-eleven für 97 % des Gruppenumsatzes verantwortlich. Deswegen drängen einige Aktionäre darauf, vor allem der Hedge Fund Valueact Capital, die 4,4 % Seven & I Holdings-Aktien halten, 7-Eleven aus der Seven & I Holding auszugliedern, damit 7-Eleven rentabler wird.
Das japanische Einzelhandelsunternehmen 7-Eleven ist unter anderem ein Tochterunternehmen von Seven & I Holdings. Daneben ist auch die Warenhauskette Itō-Yōkadō von Bedeutung.
2016 trat Toshifumi Suzuki, der Vorstandsvorsitzende seit 1992, zurück.